# Kytjärnarna
Kytjärnarna är en sjö i Ludvika kommun i Dalarna och ingår i Norrströms huvudavrinningsområde.